# Xanthandrus tricinctus
Xanthandrus tricinctus är en tvåvingeart som beskrevs av Thompson 1981. Xanthandrus tricinctus ingår i släktet malblomflugor, och familjen blomflugor.
Artens utbredningsområde är Dominica. Inga underarter finns listade i Catalogue of Life.